# Marquesado de Argüelles
El marquesado de Argüelles es un título nobiliario español creado por la reina regente María Cristina de Habsburgo Lorena, durante la minoría del rey Alfonso XIII, el 28 de julio de 1897 y concedido a Ramón Argüelles Alonso, conocido banquero e industrial asturiano, coronel de voluntarios de La Habana, fundador del Batallón Urbano, promotor de importantes donaciones a la Corona Española durante la guerra de Cuba que llegaron a superar los 10 millones de la época. 
Título que posee el tratamiento de grande de España desde el 18 de julio de 1925.

## Vida social
Entre las diversas propiedades que encargó construir Ramón Argüelles destaca el Palacio de Garaña, el cual se construyó entre los años 1881 y 1882. Actualmente se utiliza como Hotel, pero conserva buena parte de sus características originales. Se trata de una gran residencia, rematada por una peculiar galería articulada con madera, hierro y cristal. A la izquierda del cuerpo central se levanta una formación triforme, y a su derecha una capilla dedicada a San Ramón, que fue inaugurada en 1887. Ambas construcciones menores quedaron unidas al cuerpo central mediante sendos corredores volados. En los terrenos del palacio se encuentra también un camping de 1.ª categoría, limitado por los muros de piedra originales.
En Madrid compró La Huerta de Canovas en la Calle Serrano en 1898 a la viuda de Canovas del Castillo. Durante la Guerra Civil el Palacio de la Huerta estuvo bajo pabellón cubano dependiendo de la embajada de Cuba pues la marquesa era cubana de nacimiento y por eso no fue saqueada ni destruida. La marquesa lo cedió para el Desfile de la Victoria de Madrid de 1939 para que residiese Franco. Fue derribado en 1950 y se construyó en su lugar la "Embajada Americana".
El papel urbanizador de la II marquesa de Argüelles en Ribadesella fue notorio. Se dice que fue en una de sus propiedades en Ribadesella, villa Cochola, durmió Manolete en su última estancia en Asturias antes de su muerte. 
El papel de esta marquesa en la vida social en el Madrid de los años 20 y 30 fue relevante, acogiendo sus casas muchas de las fiestas más sonadas de la época a la que asistieron políticos como Antonio Maura, aristócratas, militares como el marqués de Estella y artistas como Mariano Benlliure, con el que le unió una particular amistad. Los Reyes de España y el Infante don Jaime residieron en sus casas en Llanes y Ribadesella durante los veranos regios organizándose fiestas en honor a Sus Majestadades así como a la de sus hijos. Fallecería doña María Josefa Argüelles volviendo de la boda de doña Cayetana Fitz-James Stuart, XVIII Duquesa de Alba, en Sevilla, en accidente de coche del que sobrevivió su nieta, condesa del Sacro Imperio y marquesa consorte de Tablantes.
Desde el punto de vista histórico, el entroncamiento de los Argüelles con los Bernaldo de Quirós y Mier, hace que pertenezca a esta rama el Palacio de la Espriella en Villahormes que viene siendo propiedad de la misma familia desde hace más de 500 años. Inicialmente este Palacio pertenecía al linaje Espriella si bien en el siglo XVIII, doña Francisca de la Espriella y Rivero, propietaria de los bienes anejos al Mayorazgo, entre los que se incluía el Palacio, casó con don Cosme de Mier y Salceda, Señor de la Casa de Salceda, de la de Sánchez de Buelna, y de la de Celis, extinguiéndose la línea masculina del linaje. En este Palacio nacería Federico Bernaldo de Quirós y Mier y contraería matrimonio con María Josefa Argüelles, II marquesa de Argüelles. 
A las afueras de Madrid, los marqueses tenían una finca llamada Dehesa Vieja, en el término de Galapagar.

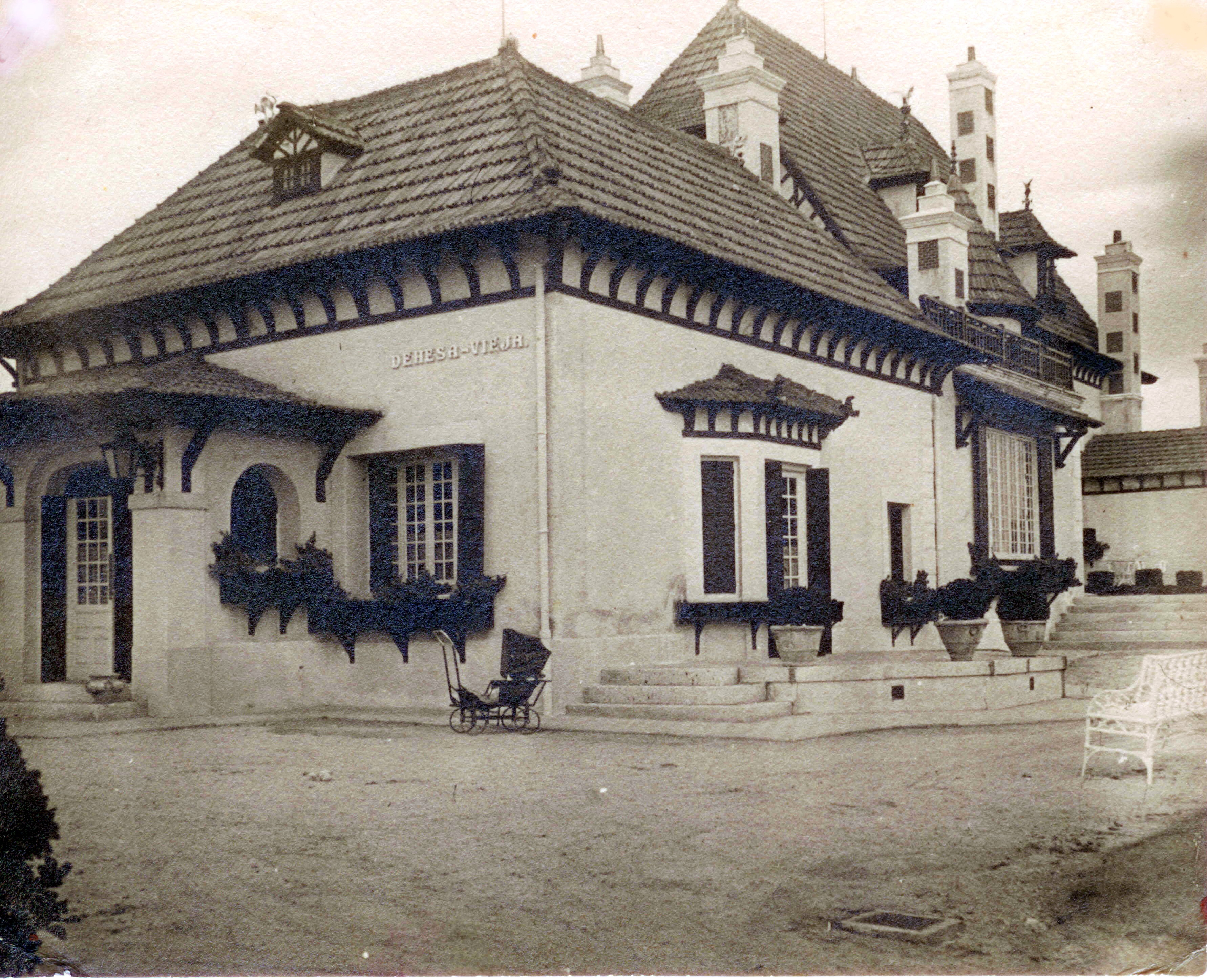
Foto de Dehesa Vieja, propiedad en Galapagar de los Marqueses de Argüelles

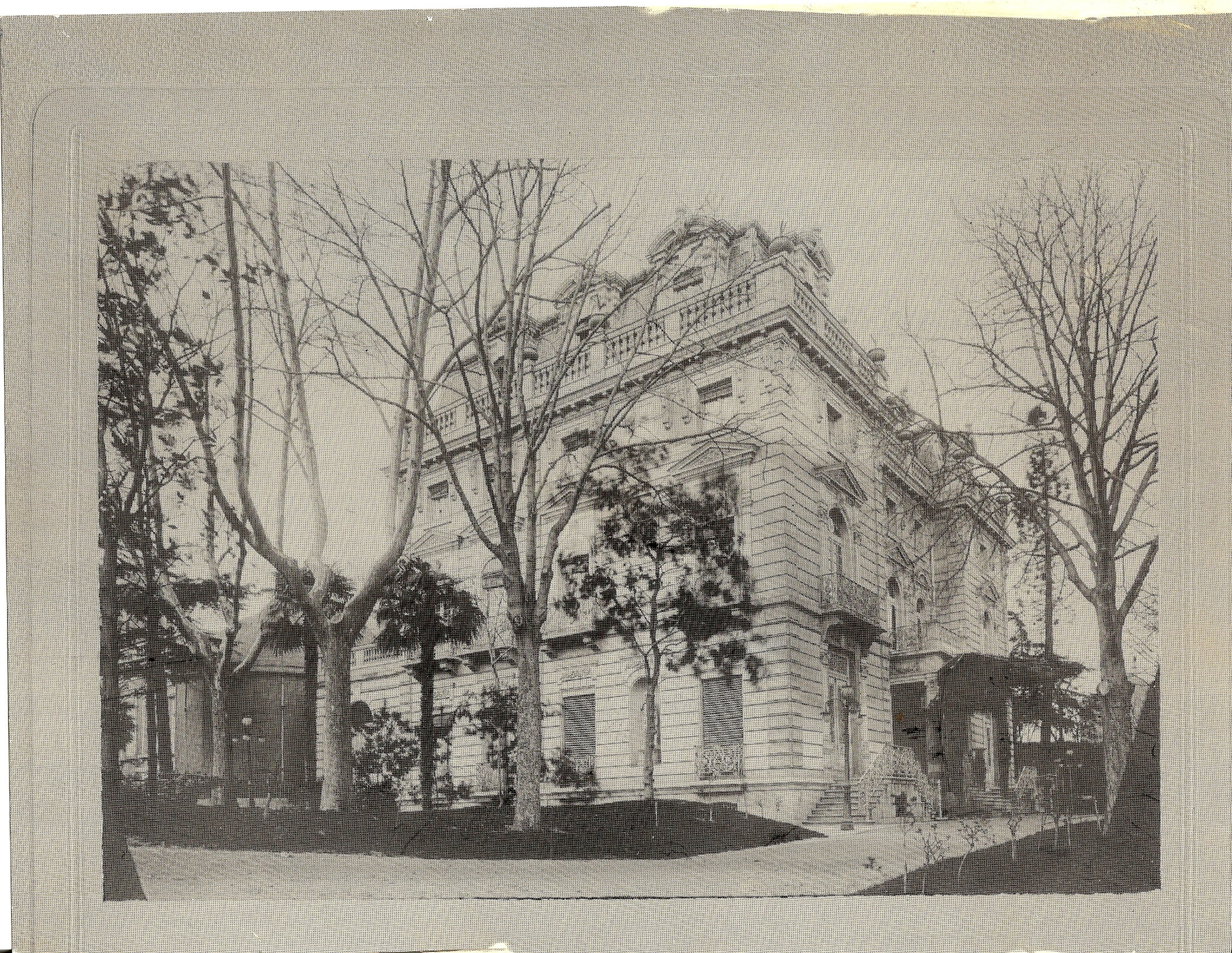
Foto de La Huerta en la Calle Serrano de Madrid, propiedad de los marqueses de Argüelles

## Titulares
- Ramón Argüelles Alonso (1830-1900), I marqués de Argüelles, casado con Perfecta del Rosario Díaz y Díaz Pimienta, de la Casa de los Marqueses de Villareal de Buriel
- Maria Josefa Argüelles Díaz (1869-1947), II marquesa de Argüelles, dama de la Reina Victoria Eugenia, a quién se concede la Grandeza de España, casó en el Palacio de la Espriella de Villahormes con Federico Bernaldo de Quiros y Mier, Caballero de la Orden de Calatrava, Gentilhombre de Su Majestad el Rey Alfonso XIII con ejercicio y servidumbre, impulsor y consejero del Banco Hispanoamericano, Senador por la Provincia de Pinar del Río, Diputado Provincial por Oviedo, de la línea mayor y principal de la Casa de Quirós, señores de Olloniego y de Carrandi, y de la casa marquesal de Vista Alegre y de la Deleitosa por vía materna. Este matrimonio tendría varios hijos:
  - Amalia Bernaldo de Quirós y Argüelles, casada en primeras nupcias con Manuel Liñán y León de la casa marqués al de las Atayuelas y en segundas, con su primo segundo, don Augusto Díaz-Ordóñez y Bailly, conde de San Antolín de Sotillo, título histórico de la línea mayor y principal de los Bernaldo de Quirós que tiempo después por sentencia judicial volvería a la línea Bernaldo de Quirós y Argüelles. Asesinada por el Frente Popular en 1936.
  - Ramón Bernaldo de Quirós y Argüelles, casado en el Palacio de Altares, con su prima hermana María Concepción Bernaldo de Quirós y Bustillo, hija de los Marqueses de Altares, primera mujer aviadora de la historia de España. Fallecido en 1920, su única hija María de la Salud Bernaldo de Quirós y Bernaldo de Quirós murió de niña.
  - Federico Bernaldo de Quirós y Argüelles, que sigue
  - José María Bernaldo de Quirós y Argüelles, casado con Carmen Cuesta Reixa
  - Rosario Bernaldo de Quirós y Argüelles, casada con Ernesto Luque y Maraver, coronel de Caballería, gobernador militar de Cáceres, agregado militar en la Corte de Nicolás II, zar de Rusia, hijo de Agustín Luque y Coca, ministro de la Guerra.
  - María Bernaldo de Quirós y Argüelles, casada con Juan de Nardiz y Oruña, barón de Velli, de la casa marquesal del Castillo de Jara por línea femenina, abogado y militar, caballero de la Orden de Montesa, Infanzón de Illescas, del Real Estamento Militar del Principado de Gerona.
  - María Ignacia Bernaldo de Quirós y Argüelles casada con don Francisco Ansaldo y Vejarano, hijo de Francisco Ansaldo y Otárola, vizconde consorte de San Enrique, diputado a Cortes por el distrito de Vergara, y de María de la Misericordia Vejarano y Cabarrús, vizcondesa de San Enrique.

- Federico Bernaldo de Quiros y Argüelles(1891-1980), III marqués de Argüelles, casó con María del Carmen Gutiérrez y Corcuera,
- María del Carmen Bernaldo de Quiros y Gutierrez (1921-1988), IV marquesa de Argüelles, casó con Manuel Ibáñez y Pico, de la casa condal de Rivadedeva, descendiente directo de Manuel Ibanez y Posada, conocido indiano e industrial asturiano.
- Manuel Ignacio Ibáñez y Bernaldo de Quiros, V y actual marqués de Argüelles, desde el 15 de septiembre de 1988, aunque salió publicado en el Boletín Oficial del Estado el 23 de mayo de 1988, casado con María Suárez-Infiesta Pidal.

- Datos: Q5999861